# Dolophron pedella
Dolophron pedella là một loài tò vò trong họ Ichneumonidae.